# Louis Néel
Louis Eugène Félix Néel (ur. 22 listopada 1904 w Lyonie, zm. 17 listopada 2000) – francuski fizyk, laureat Nagrody Nobla w dziedzinie fizyki w roku 1970 wraz z Hannesem Alfvénem, za „…fundamentalne prace i odkrycia związane z antyferromagnetyzmem i ferrimagnetyzmem, które doprowadziły do ważnych zastosowań w fizyce ciała stałego”.
Odznaczony m.in. Krzyżem Kawalerskim (wojskowym, 1940), Oficerskim (1951), Komandorskim (1958) i wielkiego oficera (1966) i Wielkim Orderu Legii Honorowej (1974), Krzyżem Wielkim Orderu Narodowego Zasługi (1972), Krzyżem Wojennym z Palmą (1940), Krzyżem Komandorskim Orderu Palm Akademickich (1957) i Krzyżem Kawalerskim Orderu Zasługi Społecznej (1963). W 1959 r. został członkiem zagranicznym Królewskiej Holenderskiej Akademii Sztuk i Nauk, a w 1974 członkiem zagranicznym PAN.